# János Wenk
János Wenk (Čadca, 24 april 1884 – Boedapest, 17 oktober 1962) was een Hongaars waterpolospeler en Zwemmer.
János Wenk nam als waterpoloër deel aan de Olympische Spelen, in 1912 en 1924, en was reserve speler in 1928. Hongarije won in 1912 en 1924 geen medaille in dit evenement. Tevens nam hij in 1912 deel aan de 100 meter rugslag.
Sándor Ádám · 
László Beleznai · 
Tibor Fazekas · 
Jenő Hégner-Tóth · 
Károly Rémi · 
János Wenk · 
Imre Zachár
István Barta · 
Tibor Fazekas · 
Lajos Homonnai · 
Márton Homonnai · 
Alajos Keserű · 
Ferenc Keserű · 
József Vértesy · 
János Wenk